# Anísio de Sousa
Anísio de Sousa (Pirenópolis, 7 de abril de 1936 – Goiânia, 28 de julho de 2014) foi um professor, juiz de paz, advogado e político brasileiro que foi deputado federal por Goiás.

## Dados biográficos
Filho de José Pereira Siqueira e Altina de Sousa Lobo. Advogado formado pela pela Pontifícia Universidade Católica de Goiás em 1972, foi antes professor e juiz de paz em Santa Isabel e Jaraguá a partir de 1958.
Sua carreira política começou como filiado à ARENA e nesta legenda foi derrotado ao buscar um mandato de deputado estadual em 1974. Durante o governo Irapuan Costa Júnior foi presidente do Instituto de Administração dos Municípios Goianos, presidiu o diretório municipal da ARENA em Goiânia e foi assessor da Secretaria de Justiça. Em 1978 foi eleito deputado federal e tornou-se conhecido como autor da Emenda Constitucional Número Quatorze que adiou para 1982 as eleições municipais previstas para 1980, proposição afinal aceita pelo Regime Militar de 1964. Durante o governo Ary Valadão foi secretário de Justiça e mesmo filiado ao PDS não disputou a reeleição.
Renunciou ao mandato em 7 de janeiro de 1983 em prol de Manuel Oséas Ferreira a fim de assumir uma cadeira no Tribunal de Contas do Estado de Goiás, corte da qual foi eleito presidente em 1988 aposentando-se dois anos depois. Posteriormente filiado ao PPB, deixaria o partido e em 2008 disputou sua última eleição como candidato a vereador pelo PMDB em Uruaçu, mas não foi eleito.